# Qalandariyya
Qalandariyya fou una confraria musulmana de monjos errants d'inspiració sufí. El mot qalandar, en la seva accepció turca, designa "un dervix errant retirat del món", una mena de rodamón o filòsof que renuncia als seus béns; és probable que el mot turc provingui del persa, llengua en la qual qalandar vol dir "lleig", "desgraciat". Als seus orígens, el mot es va aplicar a un moviment no organitzat que estava relacionat amb la tariqa malamatiyya, de la que va adoptar els ensenyaments però amb una nova interpretació, amb influència budista. Al segle xiii, els qalandarites van tenir una deriva existencialista oposant-se als costums i tradicions, i van adoptar una aparença i un comportament inconformista, amb el cap rapat, una caputxa cònica de vellut i una mena de capa groga o negre, portant un timbal i un estendard. Durant els segles xiii i xiv van estendre's pel Gran Khorasan i la Transoxiana arribant a ser nombrosos fins a Egipte i Síria. També van tenir importància a Anatòlia, l'Índia i Pèrsia, país on van subsistir fins al segle xvi. Tenien similituds a les confraries dels haydarites, els jamites i els bektaixites.